# Стожиці (стадіон)
«Стадіон Стожиці» (словен. Stadion Stožice) — багатофункціональний стадіон у Любляні, Словенія. Є домашньою ареною ФК «Олімпія». На стадіоні домашні матчі приймає Збірна Словенії з футболу.

## Історія
Стадіон побудований та відкритий 2010 року. Разом із закритим спортивним майданчиком входить до спортивного комплексу «Стожиці». Вміщує 16 038 глядачів для футбольних матчів та 23 000 — для концертів. На арені є VIP-зона на 558 місць, 97 місць обладнані для осіб з обмеженими можливостями. Прес-центр стадіону розрахований на 210 представників преси. Завдяки особливій конструкції та дизайну даху арена схожа на вулкан, кратер якого розташований над полем.
Окрім футбольних матчів стадіон приймає змагання з різних видів спорту та культурні заходи, зокрема концерти.